# 立田洋司
立田 洋司（たつた ようじ、1946年8月 - ）は、日本の美学者（比較文化・美術史・芸術学・オリエント学）。学位は芸術学修士。
静岡女子大学助教授、静岡県立大学国際関係学部教授、静岡県立大学国際関係学部特任教授などを歴任した。

## 概要
比較文化、美術史、芸術学、オリエント学などを研究する美学者である。カッパドキアや唐草文様の研究に取り組んでおり、特にカッパドキアの通史を世界で初めて著したことで知られている。

## 来歴

### 生い立ち
1946年8月生まれ。東京芸術大学に進学し、美術学部の芸術学科にて学んだ。1970年3月、東京芸術大学を卒業した。大学卒業後は、そのまま東京芸術大学の大学院に進学した。美術研究科の芸術学・西洋美術史専攻にて研究を続け、1972年3月に修士課程を修了した。

### 研究者として
その後は、女子美術大学にて講師を非常勤で務めていた。のちに静岡女子大学に転じ、助教授に就任した。静岡女子大学は静岡薬科大学や静岡女子短期大学と統合されることになり、1987年に静岡県立大学が新たに発足した。それにともない、静岡県立大学でも教鞭を執ることになった。なお、静岡女子大学は在学生が卒業する1990年までは並行して存続したため、その間は双方の助教授を兼任した。その後、静岡県立大学の助教授から教授に昇任した。その間、モスクワ国際関係大学に交換教授として赴任した。また、沖縄県立芸術大学の美術工芸学部にて、講師を非常勤で務めることになった。美術工芸学部では、主として学部共通の専門関連科目の講義を担当した。
2012年4月、静岡県立大学にて、国際関係学部の特任教授に就任した。国際関係学部では、主として国際言語文化学科にてアジア文化コースの講義を担当した。また、大学院の国際関係学研究科においても、特任教授を兼務することになった。国際関係学研究科では、主として比較文化専攻の講義を担当した。

## 研究
専門は美学であり、比較文化、美術史、芸術学、オリエント学といった分野の研究に従事している。具体的には、日本や東洋の文化における「かたち」についての研究に取り組んでいる。同時に、比較文化の方法論についての研究にも取り組んでいる。カッパドキアや唐草文様の研究が特に知られており、それらの研究成果を論文や学術書として著している。カッパドキアの通史を纏めたのは、立田が世界で初めてである。また、観光文化についての研究にも取り組んでいる。
静岡県立大学においては、文部科学省の「質の高い大学教育推進プログラム」に選定された「フィールドワーク型初年次教育モデルの構築」プロジェクトにて取組責任者に就任し、同プロジェクトの活動を推進している。また、静岡県立大学と静岡県立美術館や静岡県埋蔵文化財調査研究所（のちの静岡県埋蔵文化財センター）などの機関とが連携する「ムセイオン静岡」での活動にも力を入れており、新たな教育・研究活動を模索している。
学術団体としては、美学会などに所属している。

## 人物
日本の学校教育には比較文化の視点が欠けているのではないかと問題提起している。比較文化論の講義を開講するにあたって、立田は受講生に東大寺盧舎那仏像開眼供養会が行われたころの欧州文化の状況について質問してきた。しかし、この立田の質問に対して「ある程度以上具体的な回答を得られたことは、少なくとも過去20年間では皆無」であったと指摘し、従来の学校教育は比較文化の視点を欠いていることが示唆されると指摘している。また、神社仏閣を鑑賞する際にも比較文化を意識して観ることを勧めており、寺院めぐりにおいて「寺から日本の歴史や文化を知ろうとする際に、一歩踏み込んで、他国と比較する、比較文化的な視点でも見るといい」とも述べている。

## 略歴
- 1946年 - 誕生。
- 1970年 - 東京芸術大学美術学部卒業。
- 1972年 - 東京芸術大学大学院美術研究科修士課程修了。
- 1972年 - 静岡女子大学助教授。
- 1987年 - 静岡県立大学助教授。
- 1991年 - 静岡県立大学教授。
- 1996年 - モスクワ国際関係大学交換教授。
- 2012年 - 静岡県立大学特任教授。

## 著作

### 単著
- 立田洋司著『古代アナトリアの遺産』近藤出版社、1977年。
- 立田洋司著『埋もれた秘境カッパドキア――幻の大地下都市』講談社、1977年。
- 立田洋司著『トルコの旅――栄枯八千年・沈黙の軌跡』六興出版、1981年。
- 立田洋司著『唐草文様――世界を駆けめぐる意匠』講談社、1997年。ISBN 4062580942
- 立田洋司著『カッパドキア――はるかなる光芒』雄山閣出版、1998年。ISBN 4639015372

### 共著
- 松蔭大学観光文化研究センター編著『観光キーワード事典――観光文化への道標』学陽書房、2009年。ISBN 9784313340190

### 執筆
- 『Microsoftエンカルタ総合大百科2009』Microsoft、2008年。